# 阿赫桑·萨利姆·希亚特
阿赫桑·萨利姆·希亚特 (烏爾都語: احسن سلیم حیات，英語：Ahsan Saleem Hayat，1948年1月10日—), 是巴基斯坦的一位退役的四星上将，从2004年到2007年退休，一直担任巴基斯坦陆军副总参谋长。在此之前，他曾担任信德省第5兵团的战地作战指挥官，并在国防大学担任战争研究的终身教授。2007年10月8日，Ashfaq Parvez Kayani将军接替了他的职务。